# Lewis Miller (football)
Lewis Miller, né le 24 août 2000 à Sydney en Australie, est un footballeur australien qui évolue au poste d'arrère droit avec les Blackburn Rovers.

## Biographie

### En club
Né à Sydney en Australie, Lewis Miller commence le football au Pittwater RSL, puis il joue pour le Manly United FC (en) et le Sydney FC avant de poursuivre sa formation au Central Coast Mariners. C'est avec ce dernier club qu'il joue son premier match en professionnel, le 9 mars 2019, à l'occasion d'une rencontre de A-League, la première division australienne, face au Wellington Phoenix. Il entre en jeu à la place de Matthew Millar (soccer) (en), et son équipe est battue sur le score de huit buts à deux.
Le 13 janvier 2020 il signe son premier contrat professionnel, le liant au club jusqu'en 2022.
Lors de l'été 2022, Lewis Miller prend la direction de l'Écosse afin de s'engager en faveur du Hibernian FC. Le transfert est annoncé dès le 9 juin 2022, et il signe un contrat de trois ans, soit jusqu'en mai 2025, avec une saison supplémentaire en option.
Il joue son premier match de Scottish Premiership, la première division écossaise, face au Rangers FC le 20 août 2022. Il entre en jeu et les deux équipes se neutralisent (2-2 score final).

### En sélection
En octobre 2023, Lewis Miller est retenu pour la première fois avec l'équipe nationale d'Australie. Il fait partie des nouveaux joueurs appelés par le sélectionneur Graham Arnold. Il honore sa première sélection lors de ce rassemblement, le 13 octobre 2023, lors d'une rencontre amicale face à l'Angleterre. Il entre en jeu à la place de Ryan Strain (en) et son équipe s'incline par un but à zéro